# Asian Women's Sevens Championship 2000
El Asian Women's Sevens Championship (Campeonato Femenino de rugby 7 de Asia) de 2000 fue la primera edición del torneo femenino de rugby 7 de la confederación asiática.

## Posiciones

### Grupo A
| Equipo        | Encuentros | Encuentros | Encuentros | Encuentros | Tantos  | Tantos    | Tantos     | Puntos |
| Equipo        | jugados    | ganados    | empatados  | perdidos   | a favor | en contra | diferencia | Puntos |
| ------------- | ---------- | ---------- | ---------- | ---------- | ------- | --------- | ---------- | ------ |
| Hong Kong     | 2          | 2          | 0          | 0          | 53      | 5         | +48        | 6      |
| Tailandia     | 2          | 1          | 0          | 1          | 17      | 41        | -24        | 4      |
| Golfo Pérsico | 2          | 0          | 0          | 2          | 15      | 39        | -24        | 2      |

### Grupo B
| Equipo     | Encuentros | Encuentros | Encuentros | Encuentros | Tantos  | Tantos    | Tantos     | Puntos |
| Equipo     | jugados    | ganados    | empatados  | perdidos   | a favor | en contra | diferencia | Puntos |
| ---------- | ---------- | ---------- | ---------- | ---------- | ------- | --------- | ---------- | ------ |
| Kazajistán | 2          | 2          | 0          | 0          | 53      | 5         | +48        | 6      |
| Japón      | 2          | 1          | 0          | 1          | 48      | 26        | +22        | 4      |
| Singapur   | 2          | 0          | 0          | 2          | 7       | 77        | -70        | 2      |

### Definición tercer puesto
| 24 de marzo | Japón | 55 - 7 | Singapur |  |  |

### Final
| 24 de marzo | Kazajistán | 41 - 0 | Hong Kong |  |  |

| Bandera de Kazajistán |
| Campeón Kazajistán    |
| Primer título         |